# Masă (obiect)

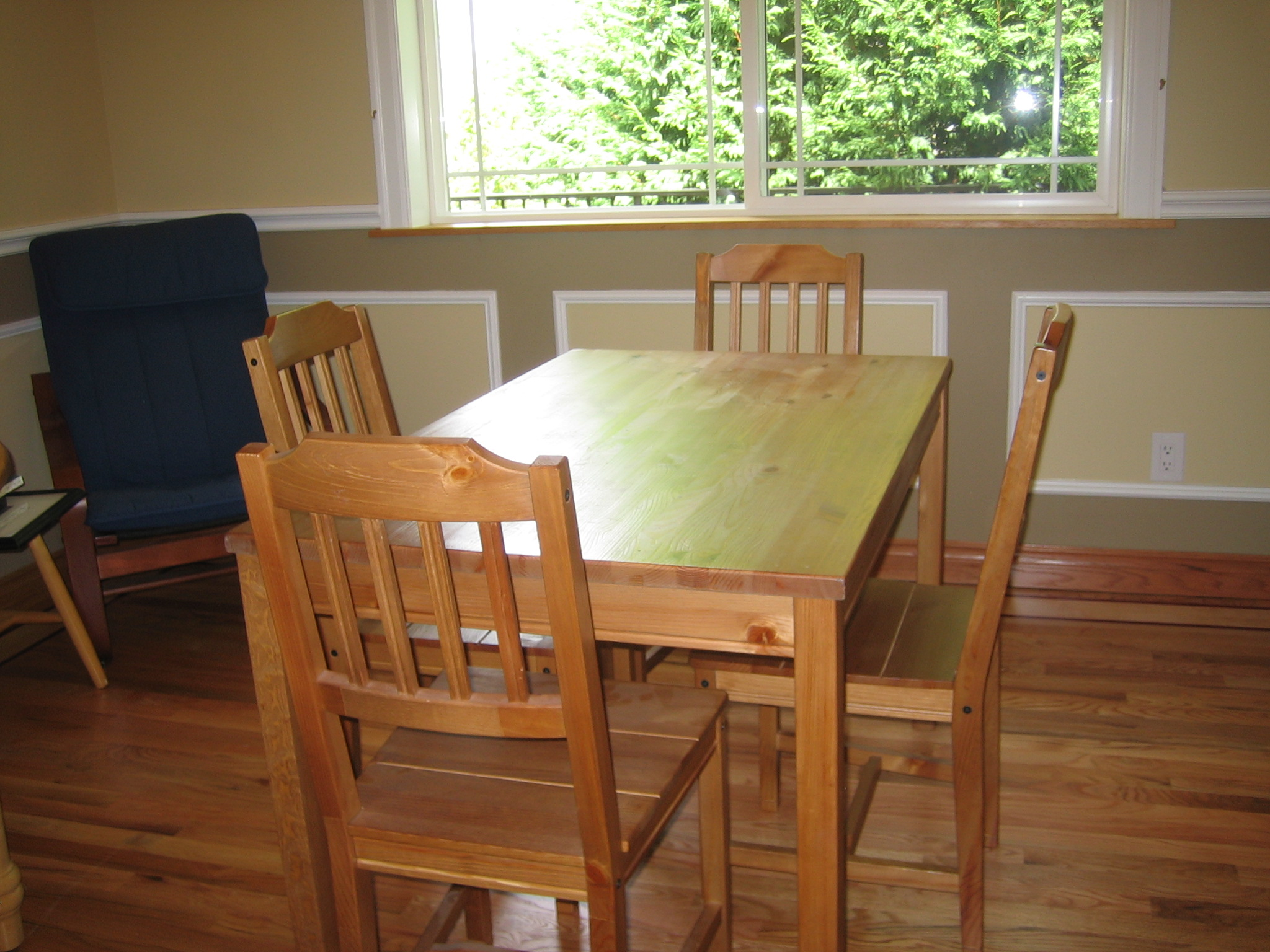
O masă din lemn cu patru scaune de lemn

Masa (ca obiect) este o mobilă formată dintr-o placă dreptunghiulară, pătrată sau rotundă, sprijinită de obicei pe patru picioare. De obicei, la o masă se află scaune. O masă poate fi confecționată din lemn, plastic, metal, sticlă și artizanal din orice material solid. 